# Hansa-Brandenburg KDW
L'Hansa-Brandenburg KDW, contrazione di "Kampf-Doppeldecker-Wasser" era un idrocaccia a scarponi, monomotore monoposto a velatura biplana, sviluppato dall'allora azienda tedesco imperiale Hansa und Brandenburgischen Flugzeugwerke GmbH negli anni dieci del XX secolo e prodotto, oltre che dalla stessa, anche in serie limitata su licenza dalla austro-ungarica Phönix Flugzeugwerke.
Derivato direttamente dalla cellula dell'Hansa-Brandenburg D.I, un caccia "terrestre", venne adottato da reparti aerei della Kaiserliche Marine, la marina militare dell'Impero tedesco, nei primi anni della prima guerra mondiale e velocemente sostituito dal successivo Hansa-Brandenburg W.12 biposto a causa della sua eccessiva vulnerabilità.

## Storia del progetto
Durante il periodo iniziale del primo conflitto mondiale, il rapido sviluppo tecnologico dell'arma aerea nelle contrapposte nazioni degli Imperi centrali e della Triplice intesa, costrinse la Kaiserliche Marine a valutare la necessità di difendere efficacemente lo spazio aereo attorno alle stazioni navali sulla costa del Mare del Nord dotandole di un versatile aeromobile in grado di operare dalla superficie dell'acqua.
Per rispondere alla richiesta la Hansa-Brandenburg decise di affidare l'incarico di un progetto adatto allo scopo all'allora direttore dell'ufficio tecnico Ernst Heinkel. Heinkel aveva appena sviluppato una rivoluzionaria soluzione tecnica, un'insolita struttura che aveva il compito di collegare le ali superiori ed inferiori nei velivoli a velatura biplana, realizzata collegando quattro sottostrutture a V costituite da tubi d'acciaio saldati ed uniti tra loro al centro dello spazio tra le due semiali a formare una "stella". La soluzione, nelle intenzioni del progettista, doveva garantire una maggiore penetrazione aerodinamica per l'eliminazione dei tiranti in cavetto d'acciaio offrendo inoltre, al prezzo di un maggior peso complessivo, una maggiore robustezza rispetto alla soluzione tradizionale.
Dopo che questa soluzione venne testata con successo ed adottata sul KD (Kampf-Doppeldecker), caccia terrestre che assunse in seguito la designazione ufficiale D.I, Heinkel decise di riutilizzare l'esperienza acquisita trasferendola sul modello destinato alla marina militare, adattandone la cellula alle nuove esigenze introducendo una serie di modifiche minori. Rispetto al modello da cui derivava, oltre all'adozione di una coppia di grandi galleggianti in sostituzione del carrello d'atterraggio ruotato, adottava un'ala dall'apertura incrementata e un'impennaggio dalle maggiori superfici per compensare l'effetto dei due scarponi sull'aerodinamica generale.
Il prototipo, numero di serie 748 ed equipaggiato con un motore un motore Benz Bz.III, una volta portato in volo rivelò però delle carenze nella stabilità per cui, nel tentativo di ovviare al problema dovuto all'effetto dei due scarponi sull'aerodinamica generale, venne modificato adottando delle pinne addizionali e un impennaggio dalle maggiori superfici. L'intervento non riuscì comunque a migliorare che marginalmente le caratteristiche del volo che, come la versione terrestre, rimase molto impegnativa, carente nella direzionalità e difficile nel recupero dalla vite, più dovuto alla fortuna che all'abilità del pilota.
Ciò nonostante la Kaiserliche Marine stipulò un contratto di fornitura e la produzione in serie del KDW venne avviata, distribuita su cinque differenti lotti che tra loro presentavano alcune differenze. I primi esemplari di produzione, così come il prototipo, erano equipaggiati con un Benz Bz.III, un 6 cilindri in linea raffreddato a liquido caratterizzato dall'adozione di un radiatore di tipo automobilistico, capace di esprimere una potenza pari a 150 PS (110 kW), motorizzazione mantenuta anche nel secondo lotto (nn. 1067-1076) che si differenziava per l'adozione di un'ulteriore struttura di rinforzo tra le ali, due montanti a "V" posizionati in prossimità delle estremità.
La produzione successiva adottò una nuova motorizzazione, un Maybach Mb.III da 160 PS (118 kW), ed un diverso impianto di raffreddamento, che vedeva posizionato il radiatore sul bordo di attacco dell'ala superiore, in posizione centrale.

## Impiego operativo
Il KDW iniziò ad essere consegnato ai reparti della Kaiserliche Marine dalla metà del 1916, utilizzato per difendere lo spazio aereo attorno alle stazioni navali sulla costa del Mare del Nord e, a sud, sul Mare Adriatico, rimanendo in prima linea fino a quando, nel corso del 1917, venne progressivamente sostituito dai più efficienti Albatros W.4 ed Hansa-Brandenburg W.12 e relegato a compiti minori rimanendo tuttavia in servizio fino al termine della prima guerra mondiale.

## Utilizzatori
Germania
- Kaiserliche Marine